# Estadio Benito García
El Estadio Benito García o también "Gimnasio Benito García" es un estadio ubicado en Puerto Madryn, Argentina. El mismo está capacitado para ser escenario de básquet y voleyball. En este estadio hace de local el Club Social y Atlético Guillermo Brown que juega la liga de la ABECh.
El estadio cuenta con un albergue debajo de una de sus dos plateas, con vestuarios que fueron remodelados para la Copa ACLAV del 2008.